# Gurlhosur, Parasgad
Gurlhosur là một làng thuộc tehsil Parasgad, huyện Belgaum, bang Karnataka, Ấn Độ.